# Municipio de Lower Windsor
El municipio de Lower Windsor (en inglés: Lower Windsor Township) es un municipio ubicado en el condado de York en el estado estadounidense de Pensilvania. En el año 2000 tenía una población de 7,405 habitantes y una densidad poblacional de 114 personas por km².

## Geografía
El municipio de Lower Windsor se encuentra ubicado en las coordenadas 39°57′00″N 76°29′58″O / 39.95000, -76.49944.

## Demografía
Según la Oficina del Censo en 2000 los ingresos medios por hogar en la localidad eran de $45,413 y los ingresos medios por familia eran $48,430. Los hombres tenían unos ingresos medios de $35,779 frente a los $23,801 para las mujeres. La renta per cápita para la localidad era de $18,602. Alrededor del 7,3% de la población estaban por debajo del umbral de pobreza.